# Dynamix (公司)
Dynamix是美国电子游戏开发商，1984年成立，主要作品有飞行模拟游戏《红色男爵》、益智游戏《不可思议的机器》等，2001年结业。